# Глибоке (Миргородська міська громада)
Глибоке —  село в Україні, у Миргородській міській громаді Миргородського району Полтавської області. Населення становить 69 осіб. Колишній орган місцевого самоврядування — Дібрівська сільська рада.

## Географія
Село Глибоке знаходиться за 2,5 км від сіл Шарківщина та Показове. По селу протікає пересихаючий струмок з загатою.